# Le Haut-Saint-François
Le Haut-Saint-François est une municipalité régionale de comté (MRC) québécoise située au sud-est de la région administrative de l'Estrie. Son chef-lieu est Cookshire-Eaton. Elle se compose de 14 municipalités locales : 3 villes, 8 municipalités et 3 cantons. Son préfet actuel est Robert G. Roy.

## Géographie
Le Haut-Saint-François est située au sud-est du Québec dans la région administrative de l'Estrie, à 150 km à l'est de Montréal. La MRC s'étend sur 2 271,63 km², ce qui en fait la 2e plus grande en Estrie. Avec ses 21 394 habitants, elle représente environ 7 % de la population estrienne. Deux régions naturelles se partagent l'ensemble du territoire de la MRC, soit les chaînons de l'Estrie, de la Beauce et de Bellechasse ainsi que les montagnes frontalières. Le relief du Haut-Saint-François est caractérisé par la présence de vallées formées par les rivières Saint-François, Eaton et au Saumon. En raison de ces rivières, le centre de la MRC offre un relief peu accidenté où collines et vallées forment le paysage caractéristique de la région.
Le Mont Chapman dans les monts Stoke à l'ouest du territoire, les montagnes frontalières au sud et plus particulièrement le massif du mont Mégantic à l'est, culminant à plus de 1100 mètres, forment des barrières naturelles qui accentuent le profil des vallées.
Le Haut-Saint-François compte un bassin hydrographique important, formé de la rivière Saint-François et de deux sous-bassins, à savoir les rivières Eaton et au Saumon. Dans les secteurs nord et nord-est de la MRC, le réseau hydrographique bien développé donne naissance à certains lacs d'importance: Aylmer, Louise, d'Argent, Miroir, Moffat et Magill.

### Entités territoriales
La MRC est constituée de quatorze municipalités locales.
| Nom                      | Statut                 | Population 2021 | Superficie (km2) | Densité (h/km2) | Ref. |
| ------------------------ | ---------------------- | --------------- | ---------------- | --------------- | ---- |
| Ascot Corner             | Municipalité           | 3 368           | 85,2             | 39,53           |      |
| Bury                     | Municipalité           | 1 252           | 235,5            | 5,32            |      |
| Chartierville            | Municipalité           | 319             | 142,6            | 2,24            |      |
| Cookshire-Eaton          | Ville                  | 5 344           | 298,7            | 17,89           |      |
| Dudswell                 | Municipalité           | 1 755           | 223,7            | 7,85            |      |
| East Angus               | Ville                  | 3 840           | 8,3              | 462,65          |      |
| Hampden                  | Municipalité de canton | 193             | 111,8            | 1,73            |      |
| La Patrie                | Municipalité           | 805             | 206,7            | 3,89            |      |
| Lingwick                 | Municipalité de canton | 456             | 249,6            | 1,83            |      |
| Newport                  | Municipalité           | 698             | 272,5            | 2,56            |      |
| Saint-Isidore-de-Clifton | Municipalité           | 673             | 178,6            | 3,77            |      |
| Scotstown                | Ville                  | 459             | 12               | 38,25           |      |
| Weedon                   | Municipalité           | 2 667           | 216,42           | 12,32           |      |
| Westbury                 | Municipalité de canton | 1 097           | 57,3             | 19,14           |      |
| Total                    | Total                  | 22 926          | 2 307,5          | 9,94            |      |

## Démographie
| 1986   | 1991   | 1996   | 2001   | 2006   | 2011   | 2016   | 2021   |
| ------ | ------ | ------ | ------ | ------ | ------ | ------ | ------ |
| 20 801 | 20 769 | 21 946 | 21 394 | 21 744 | 22 065 | 22 335 | 22 926 |

## Urbanisme
Située, la région du Haut-Saint-François est facilement accessible par les autoroutes autoroute 10 et 610. Le réseau routier bien développé permet des communications avec l'ensemble des régions du Québec. De plus, le poste frontalier de la route 257 assure un lien direct avec le marché américain.

## Économie
La plupart des activités économiques se localisent principalement à l'ouest du territoire où se trouve d'ailleurs la majorité des habitants, soit 52 % de la population totale de la MRC. Sur le plan touristique, l'offre de la région est en pleine mutation et la création du Parc national du Mont-Mégantic engendre de grands espoirs de développement, principalement dans le secteur est de la MRC. La villégiature, qui est concentrée majoritairement dans le nord et le nord-ouest, aux abords de la route 112, est un apport économique important pour les municipalités bénéficiant de la présence d'un plan d'eau.
L'agriculture a été et demeure une activité prépondérante pour le développement de la MRC. Actuellement, on retrouve près de 600 fermes dans le Haut-Saint-Francois et l'apport de cette activité est majeur pour l'économie régionale.
La forêt, couvrant près de 80 % du territoire, est une ressource très importante pour la MRC. Elle engendre de nombreux emplois en forêt. La transformation de ses produits dérivés, avec près de 55 % de la main d'œuvre manufacturière, constitue un des secteurs économiques des plus déterminants du Haut-Saint-François. Cette forêt convoitée pour l'approvisionnement des usines de pâtes et papiers et des scieries, constitue également l'habitat d'une faune et d'une flore à la fois riche et fragile de même que le support d'une grande partie de l'industrie touristique.
Sur le plan industriel, la proximité des États-Unis et la présence de l'Aéroport de Sherbrooke sur le territoire font en sorte qu'il existe un bon potentiel d'exportation. La majorité des emplois manufacturiers, enfin, sont reliés aux secteurs du papier, du bois et du meuble.